# 김영동 (1906년)
김영동(金永東, 1906년 고창 ~ ?)은 대한민국의 정치인이다.

## 약력
- 1948년 5월 10일 : 제헌국회의원(전북 고창갑)
- 1950년 7월에 대한민국의 정치인이란 이유로 강제납북되었다.

## 역대 선거 결과
|  | 27.66% |

|  | 6.80% |

## 참고 자료
- 《대한민국 의정총람》, 국회의원총람발간위원회, 1994년
- 김영동 - 대한민국헌정회